# 増支部
増支部（ぞうしぶ、巴: Aṅguttara Nikāya, AN, アングッタラ・ニカーヤ）とは、仏教のパーリ語経典の経蔵を構成する「五部」（巴: Pañca Nikāya, パンチャ・ニカーヤ）の内の、第4番目の「部」（nikāya, ニカーヤ）のこと。
三界・四諦・五蘊・六道・八正道といったように、各経典が扱っている仏教概念の数（これを「法数（ほっすう）」と言う。）に着目して、その数ごとにまとめた短編経典集であり、その数である支（aṅga）が集（nipata）を重ねるごとに1つ1つ増えていくので、パーリ語で「aṅga(支)-uttara(上/増)」で「Aṅguttara」、漢訳では「増支」と訳される。
漢訳仏典における『阿含経』の内の『増一阿含経』(ぞういつあごんぎょう)に相当するが、パーリ語経典増支部が数千に及ぶ経典が要点だけ書かれる形式なのに対して、漢訳『増一阿含経』は物語を含む長めの経典を含んだ約520経で構成されており、現在ではほとんどその対応関係が失われてしまっている。
ちなみに、『増一阿含経』の原題は「Ekottarika-āgama」（エーコーッタリカ・アーガマ）で、こちらは1つ1つ増えていくことを表現した「eka（一）-uttara(増)」という語から来ているので、「増一阿含」と漢訳される。どちらも意味するところは同じである。

## 構成
増支部の構成は以下の通り。
- 1. 一集（Ekaka-nipāta, エーカカ・ニパータ） --- 20の「品」（vagga）、計611経（項目）から成る。
- 2. 二集（Duka-nipāta, ドゥカ・ニパータ） --- 15の「品」（vagga）と4つの「略品」（peyyāla）、計246経（項目）から成る。
- 3. 三集（Tika-nipāta, ティカ・ニパータ） --- 16の「品」（vagga）と2つの「略品」（peyyāla）、計184経（項目）から成る。
- 4. 四集（Catukka-nipāta, チャトゥッカ・ニパータ） --- 27の「品」（vagga）と1つの「略品」（peyyāla）、計783経（項目）から成る。
- 5. 五集（Pañcaka-nipāta, パンチャカ・ニパータ） --- 26の「品」（vagga）と3つの「略品」（peyyāla）、計1151経（項目）から成る。
- 6. 六集（Chakka-nipāta, チャッカ・ニパータ） --- 12の「品」（vagga）と1つの「略品」（peyyāla）、計649経（項目）から成る。
- 7. 七集（Sattaka-nipāta, サッタカ・ニパータ） --- 10の「品」（vagga）と1つの「略品」（peyyāla）、計1132経（項目）から成る。
- 8. 八集（Aṭṭhakādi-nipāta, アッタカーディ・ニパータ） --- 10の「品」（vagga）と1つの「略品」（peyyāla）、計626経（項目）から成る。
- 9. 九集（Navaka-nipāta, ナヴァカ・ニパータ） --- 9の「品」（vagga）と1つの「略品」（peyyāla）、計432経（項目）から成る。
- 10. 十集（Dasaka-nipāta, ダサカ・ニパータ） --- 22の「品」（vagga）と1つの「略品」（peyyāla）、計746経（項目）から成る。
- 11. 十一集（Ekādasaka-nipāta, エーカーダサカ・ニパータ） --- 3つの「品」（vagga）と1つの「略品」（peyyāla）、計671経（項目）から成る。

## 日本語訳
- 『南伝大蔵経・経蔵・増支部経典1-7』（17-22巻） 大蔵出版
- 『原始仏典III 増支部経典』（全8巻（刊行中））中村元監修 春秋社